# Alien 3
Alien 3 (estilizado como Alien³) es una película de ciencia ficción estadounidense de 1992 dirigida por David Fincher en su debut como director, y escrita por David Giler, Walter Hill y Larry Ferguson, basada en una historia de Vincent Ward. Es la tercera de la saga iniciada por Alien: el octavo pasajero (1979), dirigida por Ridley Scott y continuación de Aliens (1986), de James Cameron.
La película es protagonizada por Sigourney Weaver, quien repitió su papel como la teniente Ellen Ripley. Ella y el organismo alienígena son los únicos sobrevivientes del choque del vehículo de escape de la nave de los Marines Coloniales Sulaco en un planeta que alberga una colonia penitenciaria poblada por peligrosos convictos. Tom Woodruff Jr. interpreta al xenomorfo llamado "Dragon". Otros papeles son interpretados por Charles Dance, Brian Glover, Charles S. Dutton, Ralph Brown, Paul McGann, Danny Webb, Lance Henriksen, Holt McCallany y Danielle Edmond.
La película enfrentó grandes problemas durante la producción, incluyendo rodajes sin guion, así como la presencia de varios guionistas y directores adjuntos. Finalmente, el director David Fincher fue contratado para la dirección después de una versión propuesta a cargo de Vincent Ward que fue cancelada en la preproducción.
Alien 3 fue estrenada el 22 de mayo de 1992. Aunque tuvo un desempeño inferior en la taquilla estadounidense, obtuvo más de 100 millones de dólares fuera de Estados Unidos. La película recibió críticas mixtas y fue considerada inferior a las entregas anteriores. Desde entonces Fincher ha desestimado la película, culpando a las interferencias del estudio y a los plazos de entrega. En 2003, fue estrenada una versión corregida sin la participación de Fincher; recibió una mejor recepción que la primera versión. Las actuaciones de animales en la película fueron supervisadas por la American Humane Association. La película fue nominada a un Óscar por mejores efectos visuales, siete Premios Saturn (mejor película de ciencia ficción, mejor actriz para Sigourney Weaver, mejor actor de reparto para Charles Dutton, mejor director para David Fincher, mejor guion para David Giler, Walter Hill y Larry Ferguson), un premio Hugo para la mejor representación dramática, y un premio MTV Movie Award para la mejor secuencia de acción.
La secuela Alien: resurrección fue estrenada el 26 de noviembre de 1997, con Sigourney Weaver repitiendo su papel como Ellen Ripley.

## Argumento
Después de lograr escapar del planetoide LV-426, Ripley, Hicks, Bishop y Rebecca ("Newt") continúan su viaje hacia la Tierra. Desafortunadamente, también les acompañaba un abrazacaras (facehugger) que consiguió penetrar en la nave antes del escape del planeta.
Este abrazacaras produce un incendio eléctrico con su sangre ácida, cuando trata de infectar a un pasajero y rompe la cubierta de la cámara de hibernación, lo que provoca que Madre (el ordenador de a bordo de la nave nodriza USS SULACO) comience automáticamente la evacuación de emergencia, al detectar la presencia de un extraño pasajero contaminando la nave y transporta a los cuatro pasajeros hacia un "EEV" (Vehículo de Escape de Emergencia; Emergency Escape Vehicle, según sus siglas en inglés) en forma automática mientras continúan dormidos.
El EEV se estrella en un planetoide del anillo exterior, donde se encuentra una colonia penal siderúrgica, convertida en planeta prisión, habitada por prisioneros de tipo cromosoma doble y conocida bajo el nombre de Fiorina "Fury" 161. Es uno de los campos de trabajo concesionados por la Weyland-Yutani (corporación minera espacial ficticia, que forma parte esencial de la película Alien (1979) y sus secuelas). 
Los prisioneros que habitan el planeta prisión son muy peligrosos, criminales, psicópatas, asesinos, considerados lo peor de la humanidad que puede existir, condenados a prisión perpetua por sus crímenes cometidos, ellos se toman el trabajo de recuperar la unidad EEV y, a causa del violento alunizaje, fallecen Newt, ahogada en el criotubo y Hicks, atravesado por un hierro en el momento del violento choque; el androide Bishop queda inoperable y la teniente Ripley es la única superviviente.
Cuando ella recobra el conocimiento en la sala médica del planeta prisión, Clemens, el médico de la prisión, le da la mala noticia de que sus compañeros no han sobrevivido al aterrizaje. Ella decide ver la nave de escape y al observarla detenidamente, descubre claramente que en uno de los criotubos hay una especie de corrosión en su cubierta transparente, provocada por la sangre ácida del abrazacaras, entonces ella pide si se puede realizar una autopsia a la niña Newt, para saber si posee un alien en gestación en el interior de su cuerpo, pero el examen médico da negativo. Ya que no puede explicar la historia de manera que suene racional, Ripley le miente a los prisioneros, explicando que existe el peligro de contaminación de una epidemia en la prisión, con posible brote de cólera. Al no quedar conforme pide a las autoridades del planeta prisión, ordenar quemar todos los cuerpos en el horno de fundición de metales para evitar sospechas, riesgo de contaminación y así erradicar por completo cualquier rastro enemigo de la especie invasora.
Durante el transporte del EEV hacia el basurero de la prisión, el abrazacaras escapa y ataca a un perro mascota (un buey en la versión extendida), implantándole un alien en gestación en su cuerpo. Este culmina su ciclo de vida y crece con una forma diferente por surgir de un perro, es más rápido y corre con cuatro patas, entonces empieza a matar en forma misteriosa, a cada uno de los reos del planeta prisión. Ripley empieza a sospechar que algo extraño está pasando, ya que se enteró de la muerte de uno de los reos y poco convencida de la explicación de un posible accidente, acude a Bishop. 
Gracias a un sistema de rastreo y de un kit de reparación que encuentra en la EEV, Ripley reconecta a Bishop, este le dice que la criatura invasora viajó con ellos y nuevamente la empresa minera Weyland-Yutani fue responsable de toda la operación en el espacio que genera esta crisis. Las autoridades del planeta prisión, solicitan en forma urgente una nave de rescate para llevarse a Ripley, que podría llegar al planeta prisión en una semana, científicos de la compañía minera espacial se dirigen en camino hacia el planeta prisión para rescatar a Ripley y capturar el espécimen invasor para tener una ventaja en su división de bioarmas. Ripley junto con los reos intentarán mientras eliminar a la criatura, antes de que sea demasiado tarde.
Los reos intentan eliminarlo con unos líquidos explosivos, pero todo termina en tragedia debido a un accidente. Luego planean arrojarlo al plomo derretido de un molde de fundición de metales y finalmente Ripley, que descubre que tiene una cría de alien reina dentro de ella, consigue soltar el plomo derretido sobre la criatura, atrapada dentro del molde de fundición, pero esta sobrevive. 
Acto seguido Ripley mata a la bestia al activar los aspersores de agua, que enfrían la fundición de los moldes en caso de un incendio, esto afecta al monstruo de manera violenta y estalla por la diferencia de temperatura al estar recién salida del plomo candente. Luego, la compañía Weyland-Yutani llega al planeta prisión y trata de razonar con Ripley para convencerla de que están tratando de salvarla, pero ella, dándose cuenta del engaño y de sus intereses de la empresa minera espacial solo por el ser que lleva dentro, sacrifica su vida y se lanza al horno de fundición de metales para evitar el nacimiento de la reina y terminar con esa amenaza para la humanidad, la reina trata de escapar de su cuerpo pero ella la sujeta con sus manos hasta caer en la fundición del metal. Las instalaciones de la prisión son cerradas por el riesgo de una epidemia. Morse, el único superviviente, es llevado mientras se reproduce la última grabación del libro de registro de Ripley del Nostromo en la EEV.

## Weyland-Yutani
Es una corporación estadounidense y una de las más influyentes de la Comisión de Comercio Interestelar que maneja las colonias humanas fuera del Sistema Solar a través de la Administración Extrasolar de Colonización. Además, tiene una gran presencia en la Tierra. Es común referirse a ella simplemente como “La Compañía” y en las películas, salvo en Aliens, que es la primera vez que se pone nombre a la compañía, en una breve escena de la Edición Especial de Alien 3 (1992) y una discusión en Alien: Resurrection (1997), el nombre Weyland-Yutani no se menciona o se muestra prominentemente. Es posible ver el logo de la compañía en la utilería de las películas y el nombre aparece en los guiones, y se muestra claramente en pantalla en Aliens (1986) y Alien 3.
A Weyland-Yutani se le retrata con los peores aspectos de la codicia corporativa, sin reparos para sacrificar la decencia y la vida humana para lograr ventajas en el desarrollo de armas biológicas en el proceso de acumulación de capital. En el universo de Alien, desde la trilogía original hasta los videojuegos, la corporación tiene sus garras en cada aspecto de la colonización espacial, el desarrollo tecnológico y la búsqueda de nuevas formas de vida, salvo en Alien: Resurrection, en la que se encuentra notablemente ausente. La corporación ordena a sus empleados y agentes contener a toda costa la amenaza de los “xenomorfos” para que puedan ser explotados como armas biológicas.
En Alien vs. Predator (2004), el fundador de la compañía (conocida entonces como Weyland Industries Corporation) resulta ser Charles Bishop Weyland, encarnado por Lance Henriksen, el actor que hizo del androide Bishop en Aliens y Alien 3. De esta forma se sugiere que el androide fue modelado en su honor. Sin embargo, en el film Alien 3 la compañía envía a un hombre llamado Bishop a hablar con Ripley, este asegura que su semejanza se debe a que es quien creó a Bishop, sin embargo tras ser golpeado por uno de los sobrevivientes se observa que su piel se rompe y realmente es un sintético. En la novelización del film (publicada antes de Alien vs. Predator) Michael Bishop sí es un trabajador de Weyland-Yutani, sin embargo esta versión no se considera canónica ya que la versión fílmica fue presentada primero.
En el film Aliens vs. Depredador: Requiem se muestra que tras escapar de la ciudad los sobrevivientes son encontrados por la milicia, quienes incautan el cañón de pulso que obtuvieran del yautja conocido como Wolf y posteriormente le es entregado a una mujer asiática de apellido Yutani.
En Alien: Resurrection (ambientada 200 años después de Alien 3), descubrimos que la compañía ya no existe y que una fuerza militar conocida como United Systems Military controla ahora todos los aspectos en los que Weyland-Yutani estaba envuelta, especialmente los contratos para desarrollar nuevo armamento, desde los rifles de pulso y cañones inteligentes hasta las bio-armas.
El nombre Weyland-Yutani fue introducido por el director de Alien, Ridley Scott, quien tenía dos viejos vecinos a los que odiaba con pasión, así que decidió nombrar a esta malvada compañía en su honor. El nombre “Weylan-Yutani” (sin la “d” en “Weyland”) puede verse brevemente en algunos monitores de la computadora durante las primeras escenas de Alien. Sin embargo el nombre de la compañía (inexplicablemente, ahora con la “d” final en “Weyland”) aparece explícitamente en pantalla en la Edición Especial de Aliens.

## Reparto
- Sigourney Weaver, como Ellen Ripley, repitiendo su rol de las dos películas anteriores de Alien. Ripley se estrella en el planeta Fiorina 161 y se ve obligada de nuevo a la tarea de destruir a otra de las criaturas alienígenas.
- Lance Henriksen, como la voz del androide destruido Bishop, así como el papel del personaje llamado Bishop II, que aparece al final de la película, alegando ser el diseñador humano del androide, y que quiere a la reina alien que está desarrollándose dentro de Ripley para usarla en la división de armas biológicas de Weyland-Yutani. El personaje es identificado como Bishop Weyland en el material licenciado de Alien.
- Charles Dance, como Clemens, un reo que trabaja como el doctor de la prisión. Trata a Ripley después de que su cápsula de escape se estrellara al inicio de la película y crea un lazo especial con ella. Antes de ser asesinado, Clemens le cuenta a Ripley el por qué fue enviado originalmente a Fiorina, describiéndolo como algo "más que un poco melodramático". El director le ofreció el papel inicialmente a Richard E. Grant esperando reunirlo con Ralph Brown y Paul McGann, coestrellas de Withnail y yo.[8]
- Charles Dutton, como Dillon, uno de los reclusos de Fiorina, líder espiritual y de facto de los prisioneros que intenta mantener la paz dentro de la prisión.
- Paul McGann, como Golic, un asesino en masa y marginado dentro de la población de la prisión. Golic queda perturbado después de ser atacado por el alien en la red de túneles subterráneos de la prisión, obsesionándose gradualmente más y más con la criatura. En la versión extendida de la película, su obsesión con, y por la criatura, lo llevó a cometer un homicidio, y sus acciones pusieron en riesgo todo el plan para acabar con el alien.
- Brian Glover, como Andrews, el encargado de la prisión. Cree que la presencia de Ripley causará una ruptura entre los prisioneros e intenta controlar los rumores alrededor de ella y la criatura. Él rechaza la afirmaciones sobre la existencia de la criatura, solo para ser asesinado por ella.
- Ralph Brown, como Aaron, el asistente del superintendente Andrews. Los prisioneros se refieren a él como "85", por su nivel intelectual, cosa que le molesta. Se opone a la insistencia de Ripley a que los prisioneros intenten luchar contra el alien, y rechaza la afirmación de que Weyland-Yutani esté buscando a la criatura en vez de salvar a los prisioneros.
- Danny Webb, como Morse, un prisionero áspero, egoísta y cínico. A pesar de que es herido por el equipo de Weyland-Yutani, Morse es el único sobreviviente de todo el incidente.
- Christopher John Fields, como Rains.
- Holt McCallany, como Junior, el líder del grupo de prisioneros que intentan violar a Ripley. Tenía el tatuaje de una lágrima bajo su ojo izquierdo. En la versión extendida, se sacrifica para atrapar a la criatura como redención.
- Christopher Fairbank, como Murphy.
- Carl Chase, como Frank.
- Leon Herbert, como Boggs.
- Vincenzo Nicoli, como Jude.
- Pete Postlethwaite, como David, un prisionero más listo que los demás que es asesinado por la criatura en la secuencia de persecución donde hace de carnada.

## Música
1. "Agnus Dei aremenyar" – 4:29
2. "Bait and Chase" – 4:42
3. "The Beast Within" – 3:09
4. "Lento" – 5:48
5. "Candles in the Wind" – 3:20
6. "Wreckage and Rape" – 2:43
7. "The First Attack" – 4:19
8. "Lullaby Elegy" – 3:41
9. "Death Dance" – 2:18
10. "Visit to the Wreckage" – 2:04
11. "Explosion and Aftermath" – 2:21
12. "The Dragon" – 3:08
13. "The Entrapment" – 3:42
14. "Adagio" – 4:14

Compuesta y dirigida por: Elliot Goldenthal.

## Diferencias con la versión extendida para DVD
- La secuencia inicial es más larga (la caída y rescate del EEV).
- El alien es engendrado dentro de un buey que utilizan los reclusos. En el filme es un perro el huésped. En ambos casos emerge pequeño pero casi completamente desarrollado, a diferencia de en las cintas previas.
- Durante el incendio de los túneles consiguen atrapar a la criatura en un depósito sellado, pero el desequilibrado convicto Golic (Paul McGann) va en su busca y la libera.
- El final de Ripley es ligeramente distinto.

Nota: el director no tuvo participación en la versión extendida presentada en la tetralogía.

## Premios y nominaciones
- La película fue nominada a los Oscars de la Academia en la categoría de mejores efectos especiales.
- Además ganó los premios DVDX, Sierra y Golden Reel además de obtener otras 16 nominaciones.

## Otras adaptaciones

### Novelas
Fue autorizada una novela de la película escrita por Alan Dean Foster. Esta novela incluye adaptaciones de escenas que fueron cortadas para la edición final de la película, algunas de las cuales aparecieron después en los DVD.

### Cómics
Dark Horse Comics también adaptó la película y publicó tres cómics.

### Videojuego
El videojuego oficial de la película fue publicado para múltiples formatos por Acclaim y Virgin Interactive, incluyendo Amiga, Commodore 64, Nintendo Entertainment System, Super Nintendo, Nintendo Game Boy, Mega Drive/Genesis, y Sega Master System y arcade.